# Abbas Kiarostami
Abbas Kiarostami (persană عباس کیارستمی; 22 iunie 1940 – 4 iulie 2016) a fost regizor, scenarist, fotograf și producător de filme iranian.

Regizor activ din 1970, Kiarostami a fost implicat în peste patruzeci de filme, inclusiv scurtmetraje și documentare. Convins că "cinematograful este peste tot în jurul nostru și că a face cinematograf înseamnă a-l trăi", el îmbină ficțiunea cu documentarul în povestiri pline de poezie și inspirate din propria-i experiență. Pentru el, tehnica este doar un accesoriu, importante sunt ideile fără de care cinematograful nu are sens. Esența cinematografului în viziunea lui Kiarostami reprezintă sinceritate, emoție, poezie. Este scenaristul și monteurul propriilor sale filme.
Kiarostami a atins aprecierea criticilor pentru regia Trilogia Koker (1987-1994), Close-Up (1990), Taste of Cherry (1997) - care a primit Palme d'Or la Festivalul de Film de la Cannes din acel an - și The Wind Will Carry Us (1999). În lucrările sale mai târzii, Certified Copy (2010) și Like Someone in Love (2012), el a filmat pentru prima dată în afara Iranului: respectiv în Italia și Japonia.

## Biografie
Kiarostami s-a născut la Teheran. Prima sa experiență artistică a fost pictura, pe care a continuat-o până în adolescența târzie, câștigând un concurs de pictură, la vârsta de 18 ani, cu puțin timp înainte de a pleca de acasă pentru a studia la Universitatea de Arte Plastice din Teheran. S-a specializat în pictură și grafică și și-a susținut studiile lucrând ca agent de circulație.
Ca pictor, designer și ilustrator, Kiarostami a lucrat în publicitate în anii 1960, unde a proiectat postere și a creat filme publicitare. Între 1962 și 1966, el a lucrat în jur de 150 de reclame pentru televiziunea iraniană. La sfârșitul anilor 1960, el a început să creeze generice pentru filme (inclusiv Qeysar de Massoud Kimiaei) și să ilustreze cărți pentru copii.